# Loška Dolina
Loška dolina est une commune du sud de la Slovénie située dans la région du Basse-Carniole. Le siège de la commune est localisé dans la localité de Stari trg pri Ložu.

## Géographie
Située au sud-ouest de la Slovénie dans la région de la Basse-Carniole, la commune est localisée à proximité du massif du Karst qui appartient à la partie septentrionale des Alpes dinariques. Ce massif calcaire a donné naissance à de nombreuses grottes dont celle de Križna Jama qui se trouve sous le territoire de la commune.

## Démographie
Entre 1999 et 2021, la population de la commune de Loška dolina est restée proche de 4 000 habitants,.
Évolution démographique
| 1999  | 2000  | 2001  | 2002  | 2003  | 2004  | 2005  | 2006  | 2007  |
| ----- | ----- | ----- | ----- | ----- | ----- | ----- | ----- | ----- |
| 3 730 | 3 748 | 3 776 | 3 783 | 3 795 | 3 816 | 3 839 | 3 907 | 3 920 |
| 2008  | 2009  | 2010  | 2011  | 2012  | 2013  | 2014  | 2015  | 2016  |
| 3 963 | 3 809 | 3 954 | 3 899 | 3 881 | 3 871 | 3 869 | 3 866 | 3 857 |
| 2017  | 2018  | 2019  | 2020  | 2021  |       |       |       |       |
| 3 835 | 3 731 | 3 744 | 3 757 | 3 703 |       |       |       |       |